# Eranthemum aspersum
Eranthemum aspersum är en akantusväxtart som beskrevs av Joseph Dalton Hooker. Eranthemum aspersum ingår i släktet Eranthemum och familjen akantusväxter. Inga underarter finns listade i Catalogue of Life.